# Teatro Cini
Il Teatro Cini, già Teatro Pubblico, già Teatro della Fraternita di Santa Maria del Latte, già Teatro dell'Accademia dei Risorti era un antico teatro di Montevarchi e si trovava in Via Poggio Bracciolini nel Palazzo Podestarile con ingresso su Vicolo del Campanile.

## Storia

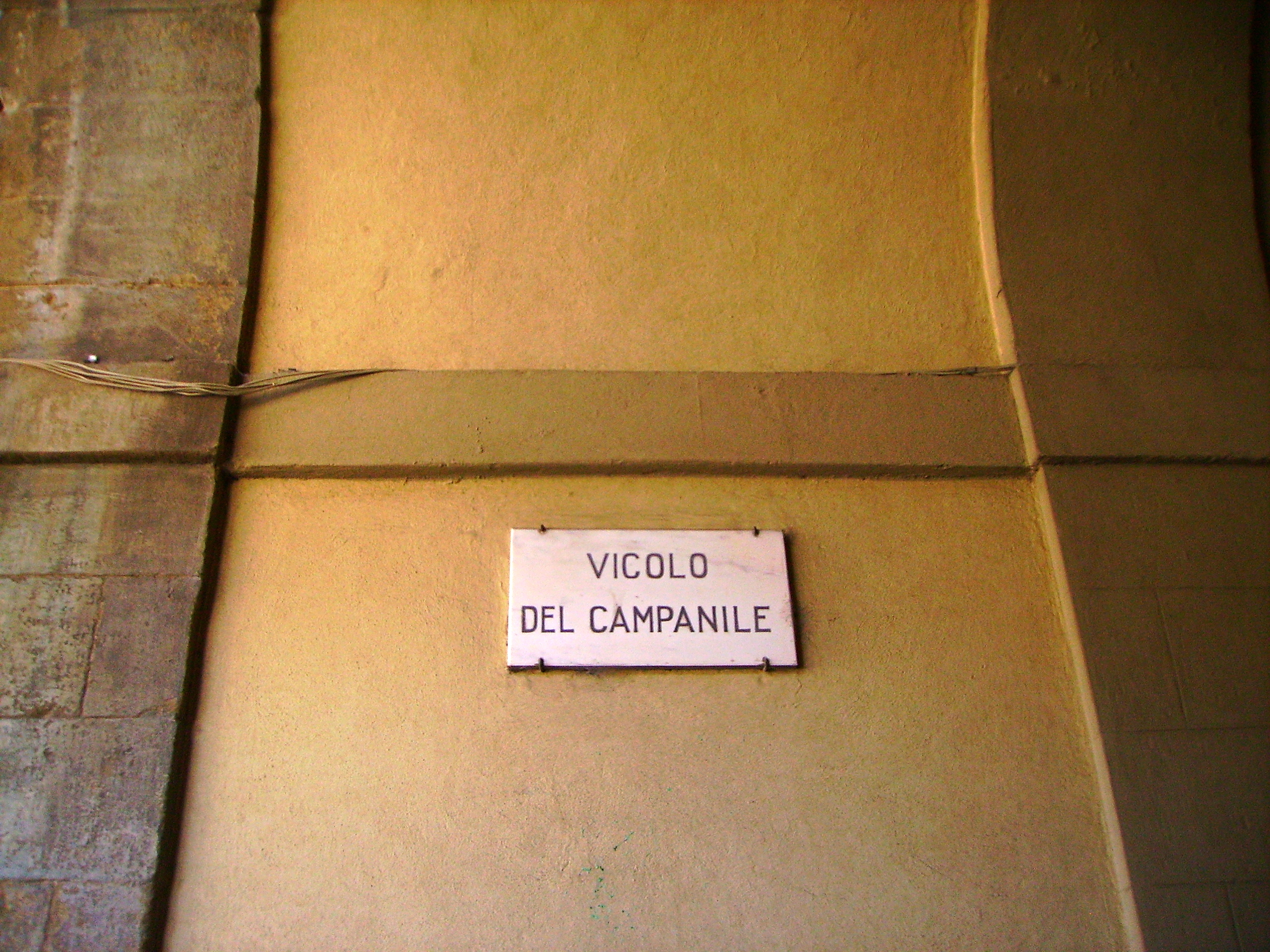
Il vicolo del Campanile da cui si accedeva al teatro

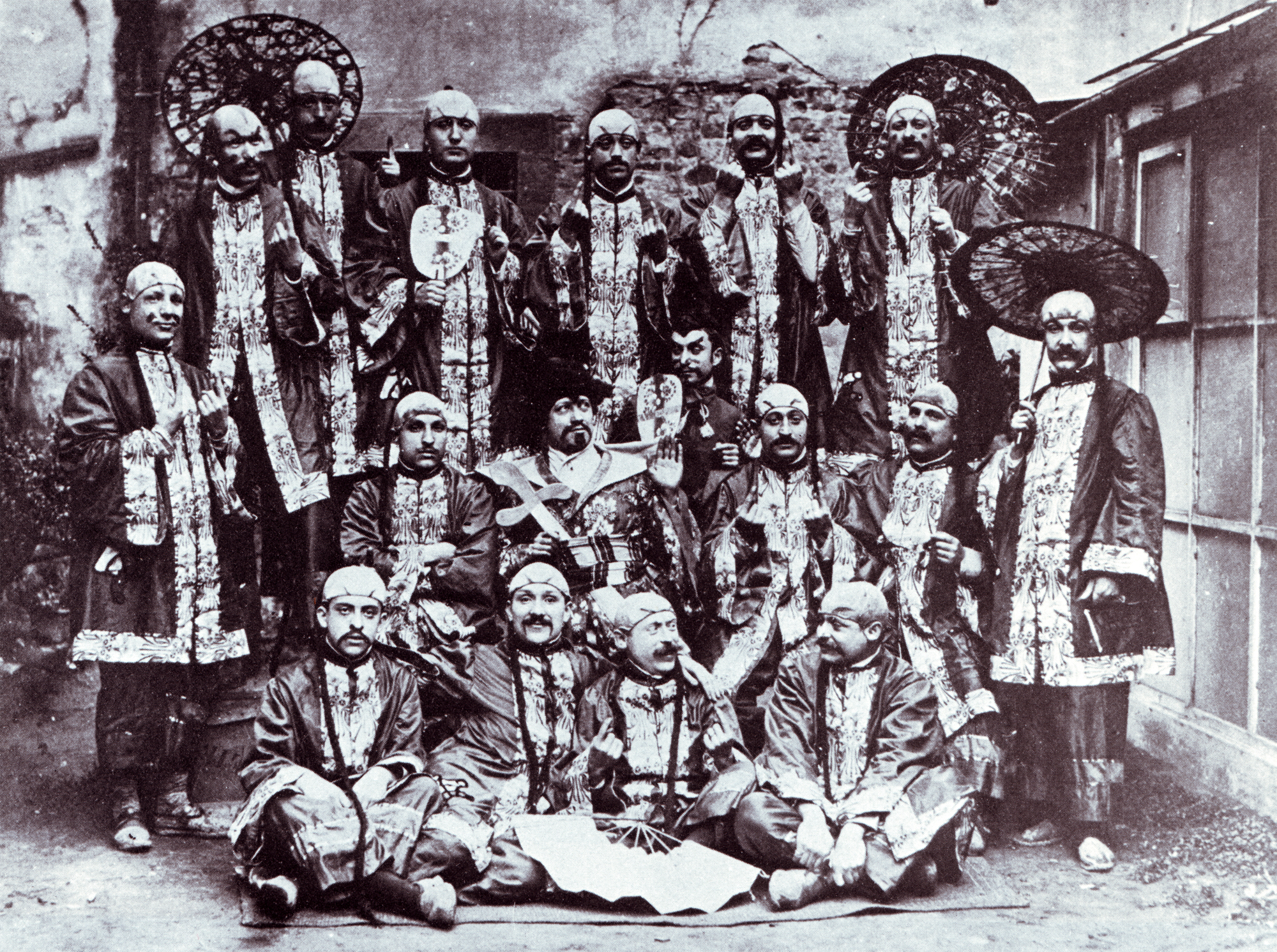
Compagnia di teatranti montevarchini

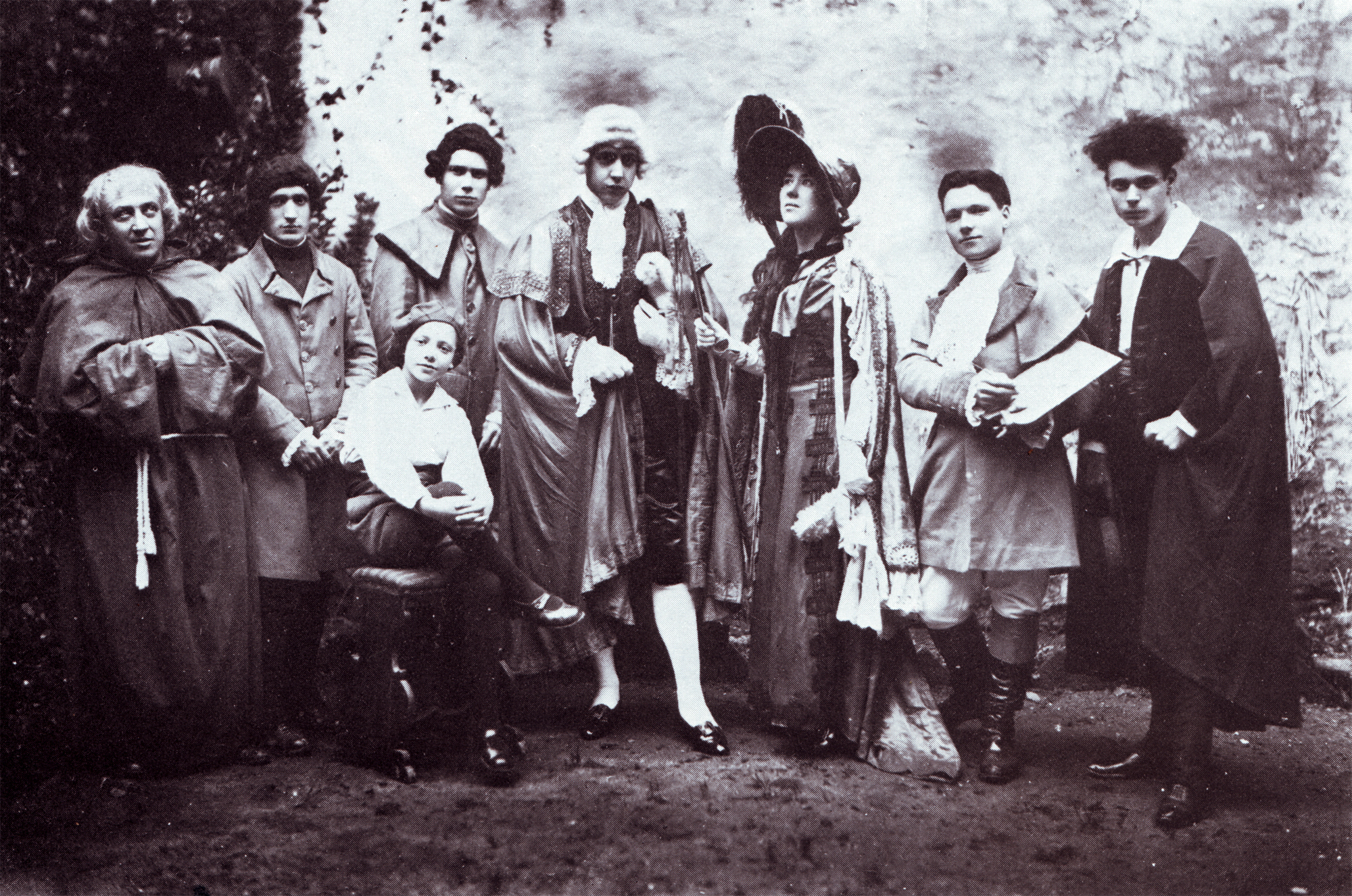
Attori pronti per un nuovo spettacolo

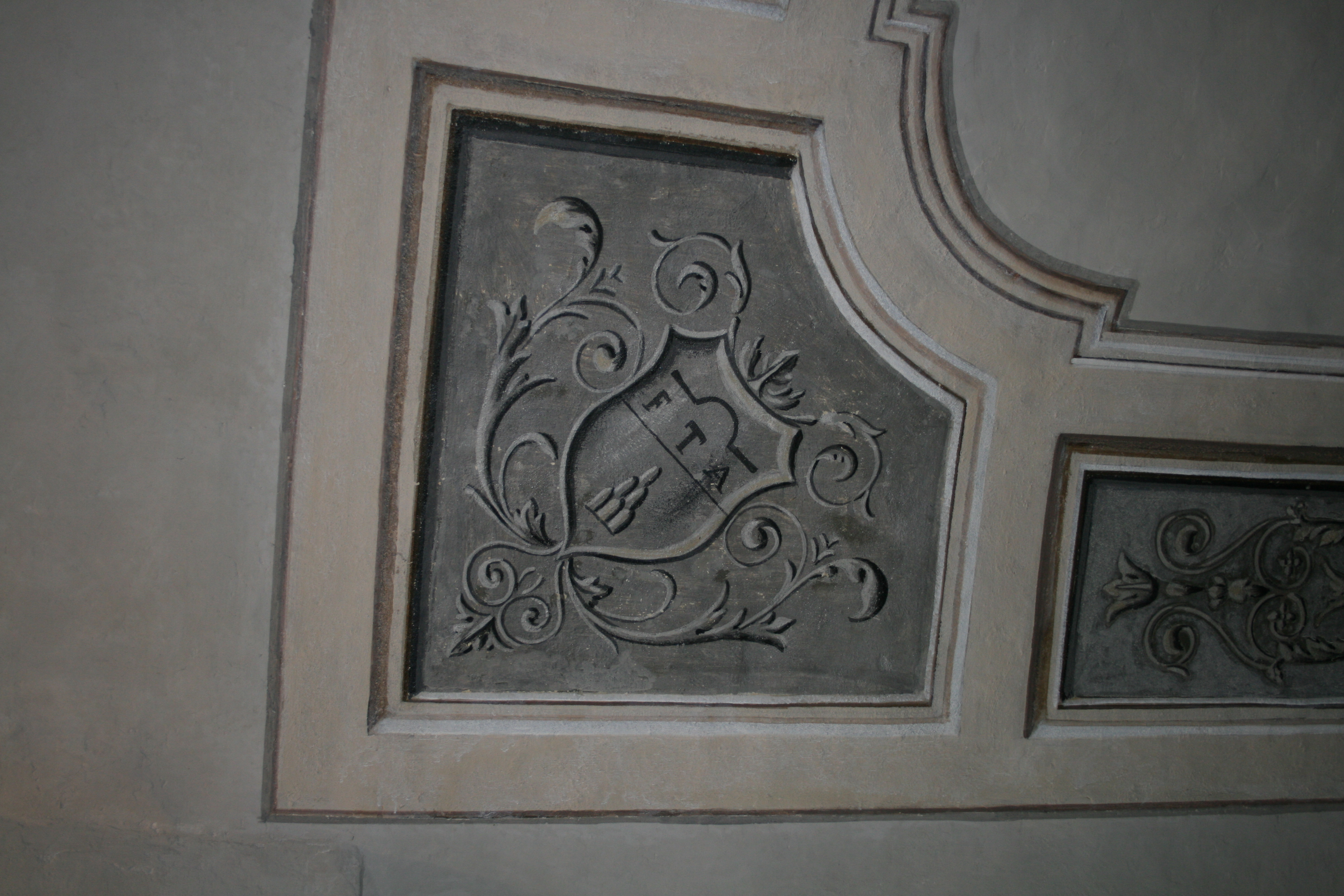
Uno dei tanti stemmi della Fraternita del Latte che tappezzano il centro storico di Montevarchi. La fraternita, tutt'altro che pia, tenne in scacco l'intera comunità per oltre 200 anni

Il primo teatro di Montevarchi, chiamato allora Teatro Pubblico, fu costruito alla metà del '700 nel Palazzo del Podestà in quella che poi è diventata la Sala del Consiglio Comunale. Il teatro, originariamente aperto dalla Fraternita di S. Maria del Latte e di sua proprietà, quando la compagnia religiosa venne disciolta andò all'asta e nel luglio 1776 se lo aggiudicò, insieme a due stanze al pian terreno che fungevano da ingresso e davano su Chiasso del Campanile, il signor Erasmo Ciaperoni.
Poi nel 1807 alcuni ricchi borghesi del paese, che già da diverso tempo erano impegnati nella promozione di rappresentazioni teatrali, si riunirono in una associazione non ufficiale allo scopo di diffondere la drammaturgia e, vista la crescente popolarità dell'iniziativa, qualche anno dopo, nel 1811, decisero di implementare la loro attività artistica con l'acquisto della struttura.
Tre anni più tardi, nel 1814, l'associazione si tramutò in una ufficiale accademia d'arte drammatica, detta Accademia dei Risorti e che aveva per stemma ovviamente una Fenice, la cui costituzione venne formalmente approvata dal governo toscano il 13 maggio 1815. Gli accademici, nell'occasione, chiesero anche al granduca Ferdinando III che riconoscesse al teatro montevarchino il titolo di "reale" ma la corona stavolta glissò e non concesse il suo patronato perché il teatro era in uno stato che ancora non poteva meritare l'appellativo di Regio.
Infatti era solo «uno stanzone ad uso di Teatro, [con] un suo palco da recitare, scenari, tre palchi per gli spettatori e col suo ingresso nel Chiasso del Campanile, con due scale una dopo l'altra, che la prima ad uso comune della scuola e della Fraternita, e l'altra ad uso particolare del Teatro ... colla facoltà al conduttore di poter valersi in tempo di recite o di altre rappresentanze, della stanza ad uso di cucina contigua a detto Teatro, solamente per il passo e stazione dei comici».
Furono allora commissionati all'architetto Angiolo Cicori e ai pittori David e Pompeo Marrubini alcuni lavori di restauro ed abbellimento che durarono per tutto il biennio 1818-1820. Durante questo intervento i palchetti furono portati da 3 a 20 e disposti su due ordini sovrapposti, venne realizzata una soffitta praticabile sul palco sotto i cavalletti, furono acquistati fondali e scenari nuovi dal Teatro della Pergola di Firenze e vennero rinnovate le panche, le quinte ed altre attrezzature di scena anche se, all'inconveniente dei sedili senza spalliere che risultavano scomodissimi per assistere ad un intero spettacolo, si provvide solo nel 1824. La grande affluenza di pubblico portò, nel luglio 1820, a un Sovrano Rescritto in cui si accordava l'accesso al teatro anche dal cortile del Palazzo Pretorio trasformando in ingresso altre due stanze al pian terreno che erano servite fino ad allora come carceri.
Il Teatro dell'Accademia dei Risorti riscosse subito un grande successo in città grazie anche a una programmazione intelligente che volle a Montevarchi compagnie comiche di cartello come quella di Luigi Pasquali nel 1814, di Giuseppe Bosio nel 1815 e di Francesco Colapaoli, dal Teatro Goldoni di Firenze, nel 1819. E nel 1818 prese ad esibirsi anche una locale compagnia di "virtuosi di musica" diretta dal maestro Giuseppe Beccari.
Dura fu invece la reazione dell'ala conservatrice e più religiosa della città, soprattutto quella facente capo alla ex Fraternita del Latte, e infatti il proposto Graziosi dell'adiacente Collegiata, si scagliò spesso nelle sue prediche contro i teatri e chiamando gli artisti «sacrileghi, infami e scomunicati», tanto che presto le parole si fecero minacce e gli accademici dovettero farne regolare denuncia al Vicario, una sorta di prefetto-pretore, di San Giovanni Valdarno.
La cosa comunque non passò del tutto inosservata alle autorità e, per evitare incidenti, «nel periodo della Restaurazione l'apertura del teatro fu vietata o, se il governo centrale ne permetteva l'apertura, questa veniva concessa per una sola volta all'anno e con mille precauzioni».
Ma nonostante le baruffe paesane il teatro, fin dall'inizio, fu sempre frequentatissimo soprattutto durante le feste da ballo così come doveva esserlo in tutte le altre circostanze se nel 1831 furono aggiunti, su richiesta di montevarchini eminenti, due palchi VIP all'estremità delle corsie di platea.
La parabola ascendente del Teatro dei Risorti spinse l'omonima accademia, nel 1853, a cominciare una campagna di raccolta fondi per l'abbellimento e l'ampliamento del teatro con l'aiuto della Compagnia Filodrammatica di Attilio Bazzanti. Anche qui la raccolta fu un tale successo che tre anni dopo, nel 1856, lo stesso Bazzanti presentò direttamente il progetto per la costruzione di un teatro nuovo e più grande, il Teatro Benedetto Varchi, fuori dalle mura cittadine. Progetto che venne naturalmente approvato.
Il vecchio teatro andò allora di nuovo all'asta e venne acquistato nel 1858 dal sig. Gaspero Cini che gli dette quel nome di Teatro Cini con il quale lo si ricorda ancora oggi. Nonostante l'agguerrita concorrenza del nuovo "Varchi" il "Teatro Cini" rimase in attività ancora per molti anni e venne definitivamente chiuso e infine demolito solo nel 1884.